# Lucifer (Kryptographie)
Lucifer ist der Name mehrerer von IBM entwickelter Blockchiffren, die für den zivilen Einsatz bestimmt waren. Eine davon ist der Vorgänger von DES.
Der Name lehnt sich an die mythologische Figur Lucifer an und ist eine Anspielung auf Dämon (demon); dies wiederum war die Abkürzung von „Demonstration“, dem Namen eines Systems, an dem Feistel arbeitete. Das Betriebssystem, das er benutzte, erlaubte keine Dateinamen dieser Länge.

## Varianten
Lucifer wurde maßgeblich von Horst Feistel und seinen Kollegen bei IBM entwickelt. Blockchiffren mit einer ähnlichen Struktur werden deshalb als Feistelchiffren bezeichnet. In den 1970ern wurde eine Lucifer-Version im elektronischen Bankverkehr eingesetzt.
Eine bekannte Variante (Feistel, 1973) verwendet einen 128-bit-Schlüssel und arbeitet mit Blöcken von 128 bit. Es ist ein Substitutions-Permutations-Netzwerk und verwendet zwei 4-bit-S-Boxen. Der Schlüssel wählt jeweils die S-Boxen aus.
Eine spätere Version (Sorkin, 1984) war ein Feistel-Netzwerk in 16 Runden und arbeitet ebenfalls mit 128-bit-Blöcken und 128-bit-Schlüsseln.
IBM reichte 1974 eine Feistel-Netzwerk-Variante als Kandidaten für die DES-Ausschreibung ein. Nach einigen Modifikationen (Reduzierung auf 56-bit-Schlüssel und 64-bit-Blöcke, aber gegen differentielle Kryptoanalyse gestärkt) wurde das Verfahren 1977 als Data Encryption Standard angenommen.